# Mistrzostwa Polski Seniorów w Lekkoatletyce 1990
66. Mistrzostwa Polski Seniorów w Lekkoatletyce – zawody sportowe, które rozgrywane były w Pile na stadionie MOSiR w dniach 13–15 lipca 1990 roku.
Podczas mistrzostw Tomasz Nagórka ustanowił rekord Polski w biegu na 110 metrów przez płotki wynikiem 13,35 s.

## Rezultaty
| NR – rekord Polski \| NL – najlepszy wynik w Polsce w sezonie \| SB – najlepszy wynik w sezonie \| PB – rekord życiowy |

### Mężczyźni
| Konkurencja:                  | 1. miejsce                                                                                | Rezultat    | 2. miejsce                                                                               | Rezultat    | 3. miejsce                                                                       | Rezultat    |
| Bieg na 100 m                 | Jacek Marlicki AZS-AWF Wrocław                                                            | 10,43       | Maciej Leszczyński Warszawianka                                                          | 10,52 SB    | Andrzej Popa AZS-AWF Katowice                                                    | 10,54 SB    |
| Bieg na 200 m                 | Marek Zalewski Pogoń Zduńska Wola                                                         | 21,39 SB    | Maciej Leszczyński Warszawianka                                                          | 21,51       | Andrzej Popa AZS-AWF Katowice                                                    | 21,60 SB    |
| Bieg na 400 m                 | Tomasz Jędrusik AZS-AWF Warszawa                                                          | 46,64       | Wojciech Lach Oleśniczanka                                                               | 47,57       | Mariusz Rządziński AZS Łódź                                                      | 47,67       |
| Bieg na 800 m                 | Piotr Piekarski Zawisza Bydgoszcz                                                         | 1:52,64     | Rafał Jerzy Legia Warszawa                                                               | 1:52,88     | Zbigniew Janus Wisła Kraków                                                      | 1:53,04     |
| Bieg na 1500 m                | Krzysztof Filusz AZS-AWF Katowice                                                         | 3:43,54 PB  | Mariusz Ługowski Gwardia Warszawa                                                        | 3:43,67     | Mirosław Żerkowski ROW Rybnik                                                    | 3:43,90     |
| Bieg na 5000 m                | Henryk Jankowski Olimpia Poznań                                                           | 14:01,37    | Dariusz Skura AZS Lublin                                                                 | 14:01,90    | Sławomir Majusiak Stal Ostrów Wlkp.                                              | 14:03,42 SB |
| Bieg na 10 000 m              | Sławomir Majusiak Stal Ostrów Wlkp.                                                       | 28:48,21 PB | Jan Huruk Gryf Słupsk                                                                    | 28:55,77 SB | Marek Deputat Start Lublin                                                       | 29:00,69 PB |
| Bieg na 110 m przez płotki    | Tomasz Nagórka Legia Warszawa                                                             | 13,35 NR    | Piotr Wójcik Śląsk Wrocław                                                               | 13,84 SB    | Krzysztof Płatek AZS-AWF Wrocław                                                 | 13,90       |
| Bieg na 400 m przez płotki    | Paweł Woźniak Skra Warszawa                                                               | 51,51       | Robert Zajkowski Warszawianka                                                            | 51,82       | Piotr Kotlarski Budowlani Kielce                                                 | 52,50       |
| Bieg na 3000 m z przeszkodami | Tomasz Zimny Olimpia Poznań                                                               | 8:44,77     | Bogdan Jarosz Śląsk Wrocław                                                              | 8:47,18 PB  | Dariusz Klein Agro Kociewie                                                      | 8:48,81 SB  |
| Sztafeta 4 × 100 m            | AZS-AWF Kraków Mariusz Ozimek Andrzej Merta Czesław Piotrowski Wiesław Krowiak            | 41,28       | Olimpia Poznań Krzysztof Wojtys Piotr Bieńkowski Tomasz Flieger Filip Łaszewski          | 41,40       | Górnik Zabrze Bogusław Szpiech Leszek Bylinka Joachim Helbik Paweł Grzegorzewski | 41,49       |
| Sztafeta 4 × 400 m            | Olimpia Grudziądz Ryszard Wichrowski Sławomir Żurawski Maciej Chądzyński Marcin Dąbrowski | 3:15,18     | Zawisza Bydgoszcz Piotr Piekarski Krzysztof Świerczyński Tomasz Kutnik Maciej Wiśniewski | 3:16,62     | AZS-AWF Kraków Czesław Piotrowski Jacek Majka Andrzej Merta Paweł Peciak         | 3:16,88     |
| Chód na 20 km                 | Robert Korzeniowski AZS-AWF Katowice                                                      | 1:22:44     | Jan Kłos Resovia Rzeszów                                                                 | 1:26:08     | Krzysztof Richter Lechia Gdańsk                                                  | 1:26:19     |
| Skok wzwyż                    | Artur Partyka ŁKS Łódź                                                                    | 2,32        | Krzysztof Krawczyk AZS-AWF Wrocław                                                       | 2,30 SB     | Remigiusz Fladrowski Olimpia Grudziądz                                           | 2,20 PB     |
| Skok o tyczce                 | Mirosław Chmara Zawisza Bydgoszcz                                                         | 5,30        | Bogusław Kopkowski Zawisza Bydgoszcz                                                     | 5,00 =PB    | Mateusz Brzostek Legia Warszawa                                                  | 4,90 =PB    |
| Skok w dal                    | Dariusz Krakowiak Hutnik Kraków                                                           | 7,77 PB     | Krzysztof Kaniecki Start Łódź                                                            | 7,65w       | Andrzej Grabarczyk Start Łódź                                                    | 7,65 PB     |
| Trójskok                      | Andrzej Grabarczyk Start Łódź                                                             | 16,76       | Jacek Pastusiński Budowlani Częstochowa                                                  | 16,53 SB    | Eugeniusz Bedeniczuk Jagiellonia Białystok                                       | 16,43       |
| Pchnięcie kulą                | Helmut Krieger Chemik Kędzierzyn                                                          | 20,29 NL    | Janusz Gassowski Zawisza Bydgoszcz                                                       | 18,56       | Piotr Perżyło Górnik Brzeszcze                                                   | 18,15       |
| Rzut dyskiem                  | Jacek Strychalski Legia Warszawa                                                          | 59,98       | Marek Majkrzak Chemik Kędzierzyn                                                         | 56,28       | Dariusz Juzyszyn AZS-AWF Wrocław                                                 | 55,96 SB    |
| Rzut młotem                   | Stanisław Kapusta Zawisza Bydgoszcz                                                       | 69,26       | Lech Kowalski Stal Mielec                                                                | 68,56       | Ryszard Jakubowski Stal Mielec                                                   | 65,70       |
| Rzut oszczepem                | Stanisław Witek Gryf Słupsk                                                               | 76,70       | Czesław Uhl Oleśniczanka                                                                 | 74,56       | Mirosław Szybowski Gryf Słupsk                                                   | 73,18 SB    |
| Dziesięciobój                 | Andrzej Wyżykowski Zawisza Bydgoszcz                                                      | 7679 NL     | Dariusz Grad AZS-AWF Warszawa                                                            | 7508 SB     | Sebastian Chmara Zawisza Bydgoszcz                                               | 7424 PB     |

### Kobiety
| Konkurencja:               | 1. miejsce                                                                             | Rezultat    | 2. miejsce | Rezultat   | 3. miejsce                          | Rezultat |
| Bieg na 100 m              | Joanna Smolarek AZS-AWF Katowice                                                       | 11,38 NL    | Dorota Krawczak Skra Warszawa | 11,78 PB   | Jolanta Soczyńska Agros Chełm       | 11,78 PB |
| Bieg na 200 m              | Joanna Smolarek AZS-AWF Katowice                                                       | 23,62 NL    | Jolanta Marzec Zawisza Bydgoszcz | 24,46      | Sylwia Pachut AZS-AWF Katowice      | 24,51    |
| Bieg na 400 m              | Renata Sosin Hutnik Kraków                                                             | 54,17       | Elżbieta Kilińska Chemik Kędzierzyn | 54,29      | Barbara Grzywocz AZS-AWF Katowice   | 54,32    |
| Bieg na 800 m              | Joanna Siemieniuk AZS-AWF Wrocław                                                      | 2:02,77 PB  | Małgorzata Rydz Budowlani Częstochowa | 2:02,93 SB | Jolanta Wieprzkowicz Start Łódź     | 2:04,82  |
| Bieg na 1500 m             | Małgorzata Rydz Budowlani Częstochowa                                                  | 4:13,62     | Dorota Kata Budowlani Częstochowa | 4:16,33    | Joanna Siemieniuk AZS-AWF Wrocław   | 4:19,68  |
| Bieg na 3000 m             | Grażyna Kowina Kłos Olkusz                                                             | 9:21,60     | Bożena Dziubińska Start Lublin | 9:21,80 SB | Irena Czuta Technik Komorno         | 9:21,98  |
| Bieg na 100 m przez płotki | Maria Kamrowska AZS-AWF Gdańsk                                                         | 13,42 NL PB | Sylwia Bednarska Gwardia Warszawa | 13,70 SB   | Dorota Krawczak Skra Warszawa       | 13,79    |
| Bieg na 400 m przez płotki | Agata Sadurska AZS-AWF Warszawa                                                        | 58,42 PB    | Małgorzata Płatek AZS-AWF Wrocław | 58,92      | Barbara Grzywocz AZS-AWF Katowice   | 59,98    |
| Sztafeta 4 × 100 m         | Skra Warszawa Beata Pliszka Dorota Krawczak Beata Milkiewicz Beata Fus                 | 47,11       | AZS-AWF Warszawa Danuta Bukowiecka Izabela Rutkowska Dorota Brodowska Renata Pytelewska                                                                                    | 47,48      |                                     |          |
| Sztafeta 4 × 400 m         | AZS-AWF Wrocław Małgorzata Płatek Monika Warnicka Joanna Siemieniuk Urszula Włodarczyk | 3:43,36     | AZS-AWF Warszawa Agata Sadurska Danuta Bukowiecka Aldona Marczuk Izabela Rutkowska Chemik Kędzierzyn Elżbieta Spiżak Elżbieta Kilińska Jolanta Barska Marzena Śmigasiewicz | 3:44,97    |                                     |          |
| Chód na 10 km              | Jolanta Frysztak Lechia Gdańsk                                                         | 47:27       | Beata Kaczmarska Skra Warszawa | 48:21      | Beata Betlej AZS-AWF Katowice       | 48:50    |
| Skok wzwyż                 | Beata Hołub Start Lublin                                                               | 1,86 PB     | Katarzyna Waśniewska AZS-AWF Gdańsk | 1,82       | Urszula Kielan Gwardia Warszawa     | 1,82 SB  |
| Skok w dal                 | Renata Pytelewska AZS-AWF Warszawa                                                     | 6,53 =PB    | Ilona Pazoła Krokus Leszno | 6,15w      | Monika Kobędza Hutnik Kraków        | 6,15w    |
| Pchnięcie kulą             | Małgorzata Wolska Zawisza Bydgoszcz                                                    | 17,34       | Krystyna Danilczyk Jagiellonia Białystok | 17,23      | Renata Katewicz Start Łódź          | 16,48    |
| Rzut dyskiem               | Anna Żaczek Stal Mielec                                                                | 54,88       | Renata Katewicz Start Łódź | 52,06      | Ewa Siepsiak Śląsk Wrocław          | 51,26    |
| Rzut oszczepem             | Genowefa Patla AZS-AWF Warszawa                                                        | 58,64       | Krystyna Mączka Lechia Gdańsk | 54,66      | Elżbieta Frątczak Maraton Turek     | 50,66 PB |
| Siedmiobój                 | Urszula Włodarczyk AZS-AWF Wrocław                                                     | 6021 NL PB  | Małgorzata Lisowska Górnik Wałbrzych | 5439       | Małgorzata Leśniewicz Lechia Gdańsk | 5281     |

## Biegi przełajowe
62. mistrzostwa Polski w biegach przełajowych rozegrano 11 marca w Olsztynie. Seniorki rywalizowały na dystansach 3,5 km i 7 km, a seniorzy na 7 km i 10,5 km.

### Mężczyźni
| Konkurencja:              | 1. miejsce                          | Rezultat | 2. miejsce                       | Rezultat | 3. miejsce                       | Rezultat |
| Bieg przełajowy (7 km)    | Jan Huruk Gryf Słupsk               | 21:51    | Dariusz Skura AZS Lublin         | 21:57    | Zbigniew Nadolski Olimpia Poznań | 22:01    |
| Bieg przełajowy (10,5 km) | Sławomir Majusiak Stal Ostrów Wlkp. | 32:22    | Sławomir Gurny Zawisza Bydgoszcz | 32:24    | Karol Dołęga Oleśniczanka        | 32:34    |

### Kobiety
| Konkurencja:             | 1. miejsce                         | Rezultat | 2. miejsce                     | Rezultat | 3. miejsce                         | Rezultat |
| Bieg przełajowy (3,5 km) | Małgorzata Birbach Gwardia Olsztyn | 12:12    | Wioletta Kryza AZS Olsztyn     | 12:17    | Małgorzata Sobańska Olimpia Poznań | 12:22    |
| Bieg przełajowy (7 km)   | Irena Czuta Technik Komorno        | 24:58    | Izabela Zatorska Tajfun Krosno | 25:11    | Anna Rybicka AZS Wrocław           | 25:20    |

## Maraton
Maratończycy (mężczyźni i kobiety) rywalizowali 10 czerwca w Dębnie. Zawody miały obsadę międzynarodową. Wśród kobiet 3. miejsce zajęła Galina Kułagina z ZSRR (czas 2:41:09), a 4. miejsce Aurora Buia z Rumunii (2:42:39).
| Konkurencja: | 1. miejsce                              | Rezultat   | 2. miejsce                         | Rezultat   | 3. miejsce                      | Rezultat |
| Mężczyźni    | Józef Kazanecki Wawel Kraków            | 2:16:04    | Mirosław Dzienisik Gwardia Olsztyn | 2:16:09    | Tadeusz Ławicki Zagłębie Lubin  | 2:16:39  |
| Kobiety      | Krystyna Chmarzyńska Kolejarz Bydgoszcz | 2:40:02 PB | Bożena Indrzycka-Niaz Gryf Słupsk  | 2:40:34 PB | Czesława Mentlewicz Kłos Olkusz | 2:44:57  |

## Bieg na 5000 m kobiet
Mistrzostwa w biegu na 5000 metrów kobiet rozegrano 14 czerwca w Grudziądzu, podczas Memoriału Bronisława Malinowskiego. Bieg miał obsadę międzynarodową. Zwyciężyła Meksykanka Carmen Díaz w czasie 15:57,98 przed swą rodaczką Luisą Vervin (16:01,27).
| Konkurencja:   | 1. miejsce                 | Rezultat    | 2. miejsce                         | Rezultat    | 3. miejsce                         | Rezultat    |
| Bieg na 5000 m | Grażyna Kowina Kłos Olkusz | 16:04,19 NL | Małgorzata Birbach Gwardia Olsztyn | 16:06,11 PB | Małgorzata Sobańska Olimpia Poznań | 16:14,97 PB |

## Bieg na 10 000 m kobiet
Mistrzostwa w biegu na 10 000 metrów kobiet rozegrano 18 sierpnia w Sopocie, podczas Memoriału Józefa Żylewicza.
| Konkurencja:     | 1. miejsce                   | Rezultat    | 2. miejsce                 | Rezultat    | 3. miejsce                     | Rezultat    |
| Bieg na 10 000 m | Anna Rybicka AZS-AWF Wrocław | 32:51,83 PB | Grażyna Kowina Kłos Olkusz | 33:03,20 PB | Izabela Zatorska Tajfun Krosno | 33:12,97 PB |

## Chód na 5000 m kobiet
Mistrzostwa w chodzie na 5000 metrów (na bieżni) kobiet rozegrano 18 sierpnia w Sopocie, podczas Memoriału Józefa Żylewicza. Zwyciężczyni Katarzyna Radtke ustanowiła rekord Polski wynikiem 22:27,85.
| Konkurencja:   | 1. miejsce                     | Rezultat    | 2. miejsce                      | Rezultat    | 3. miejsce                     | Rezultat    |
| Chód na 5000 m | Katarzyna Radtke Lechia Gdańsk | 22:27,85 NR | Bożena Górecka AZS-AWF Katowice | 22:29,02 PB | Beata Kaczmarska Skra Warszawa | 22:37,07 PB |

## Półmaraton
Mistrzostwa Polski w półmaratonie rozegrano 1 września w Brzeszczach. Rywalizowano na dystansie 20 kilometrów.
| Konkurencja: | 1. miejsce                   | Rezultat | 2. miejsce                     | Rezultat | 3. miejsce                       | Rezultat |
| Mężczyźni    | Leszek Bebło Oleśniczanka    | 59:58    | Marek Deputat Start Lublin     | 1:00:01  | Sławomir Gurny Zawisza Bydgoszcz | 1:00:08  |
| Kobiety      | Anna Rybicka AZS-AWF Wrocław | 1:10:24  | Bożena Dziubińska Start Lublin | 1:12:08  | Izabela Zatorska Tajfun Krosno   | 1:12:18  |

## Trójskok kobiet
W 1990 po raz pierwszy rozegrano mistrzostwa Polski w trójskoku kobiet. Odbyły się 2 września w Lubinie. Zwyciężczyni Urszula Włodarczyk ustanowiła rekord Polski wynikiem 12,78 m
| Konkurencja: | 1. miejsce                         | Rezultat | 2. miejsce                       | Rezultat | 3. miejsce                        | Rezultat |
| Trójskok     | Urszula Włodarczyk AZS-AWF Wrocław | 12,78 NR | Małgorzata Sobczak Bałtyk Gdynia | 12,36 PB | Małgorzata Lisowska Górnik Zabrze | 12,13 PB |

## Chód na 50 km mężczyzn
Zawody mistrzowskie w chodzie na 50 kilometrów mężczyzn rozegrano 29 września w Mielcu.
| Konkurencja:  | 1. miejsce                    | Rezultat   | 2. miejsce                        | Rezultat | 3. miejsce                | Rezultat |
| Chód na 50 km | Adam Urbanowski Śląsk Wrocław | 4:01:46 SB | Jerzy Wróblewicz Pomorze Stargard | 4:05:50  | Jan Holender Flota Gdynia | 4:06:33  |